# Тадеуш Синовець
Тадеуш Синовець (пол. Tadeusz Synowiec; нар. 11 листопада 1899, Свьонтники-Гурне, Австро-Угорщина — пом. 7 листопада 1960, Кендзежин, Польща) — польський футболіст та тренер, виступав на позиції лівого півзахисника або нападника. Гравець збірної Польщі, спортивний журналіст.

## Життєпис
Народився в місті Свьонтники-Гурне, поблизу Велички, в сім'ї слюсаря. Окрім Тадеуша в сім'ї було ще троє дітей: сестри Валерія (1884-1945) та Отилія (1906-1907), а також брат Юзеф (1886-1945). Тадеуш Синовець закінчив філологічний факультет Ягеллонського університету. У 1918/19 роках працював вчителем у польській школі міста Острог. Вихованець клубу РКС (Рудава), з 1909 по 1924 рік виступав у «Краковії». Увійшов до історії як перший капітан збірної Польщі у 1921 році під час поєдинку проти Угорщини. У футболці польської «кадри» поїхав на Олімпійські ігри 1924 року в Парижін, але на цьому турнірі не зіграв жодного матчу. Також був капітаном й у краківському клубі. У футболці «Краковії» зіграв 318 матчів. Закінчивши кар'єру, був тренером і журналістом (до 1925 року працював відповідальним редактором, тобто передав редакцію Przegląd Sportowy з Кракова до Варшави). 30 серпня 1925 року був призначений головним тренером збірної Польщі, де пропрацював до 19 червня 1927 року. На цій посаді Синовця замінив Тадеуш Кухар. У 1947 році очолив Сілезьку футбольну асоціацію, філію Польського футбольного союзу. З 1959 року проживав у Кендзежині. 7 листопада 1960 року помер у вище вказаному місті, був похований на Раковицькому цвинтарі в Кракові.

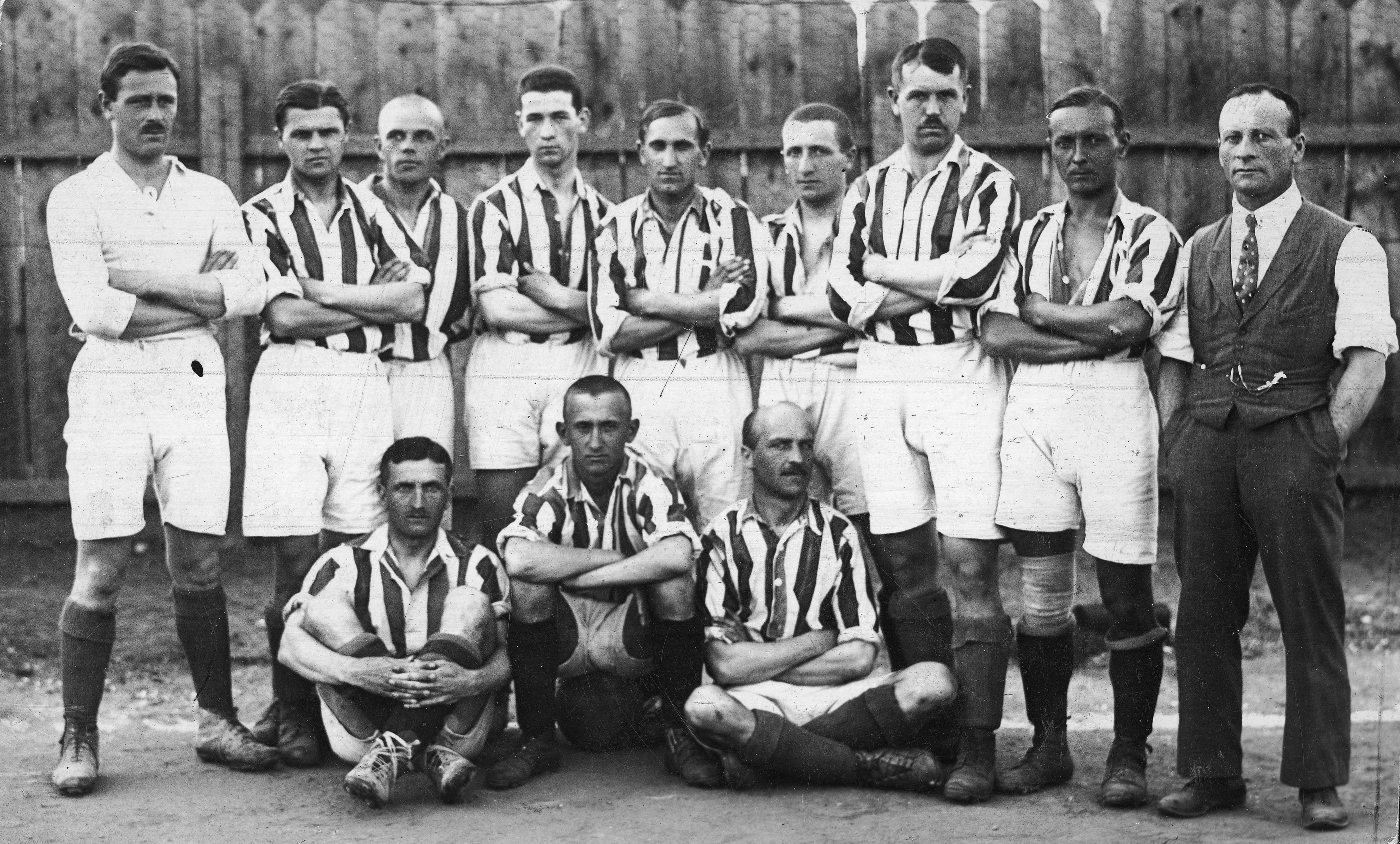
«Краковія», чемпіонка Польщі з 1921 року, Синовець сидить перший праворуч
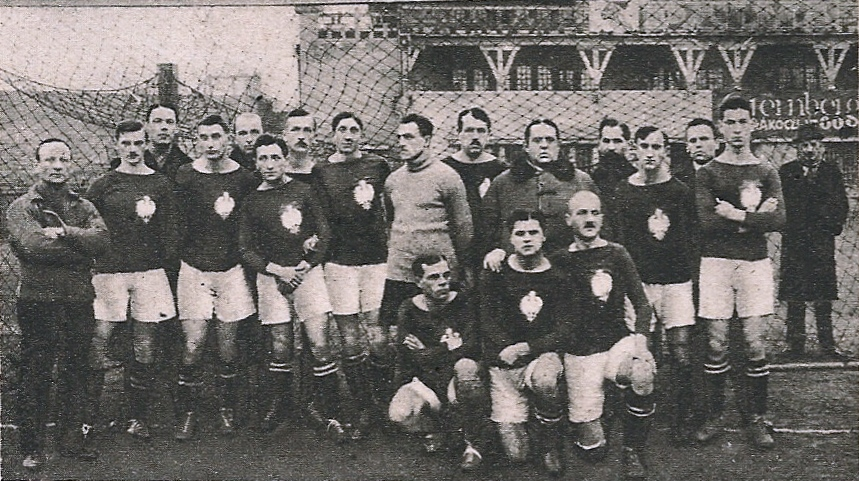
Збірна Польщі перед матчем з Угорщиною в 1921 році, Тадеуш стоїть на коліні з правого боку